# Завод азотних добрив у Тальха
Завод азотних добрив у Тальха – підприємство єгипетської хімічної промисловості, майданчик для якого обрали на півночі країни в дельті Нілу.
У 1967 році на заводі азотних добрив в Суеці почали монтаж нової лінії з випуску кальцій-аміачної селітри (calcium ammonium nitrate, CAN) потужністю 250 тисяч тон на рік (78 тисяч тон азоту). Втім, через бойові дії війни з Ізраїлем зазначену лінію вирішили перемістити в дельту Ніла. Окрім питань безпеки на таке рішення вплинуло відкриття у дельті великого газового родовища Абу-Маді, яке могло забезпечувати майданчик дешевою сировиною.
Виробництво, що стало відоме як Talkha I, почало роботу в 1975-му. Унаслідок подальшого розвитку воно досягнуло рівня у 900 тон нітрату амонію на добу (дві лінії), що забезпечувалось виробництвом 900 тон азотної кислоти на добу (чотири лінії).
В 1980-му майданчик суттєво підсилили за рахунок запуску заводу Talkha II. Він отримав одну лінію з випуску аміаку продуктивністю 1200 тон на добу (після модернізації в 1994-му цей показник досягнув 1260 тон на доуб) та дві лінії сечовини (вміст азоту 46,5%) сукупною добовою продуктивністю 1725 тон.
Завод отримав власне енергетичне господарство із проектною потужністю 17,7 МВт.
Подачу природного газу організували по трубопроводу Абу-Маді – Тальха, який став першим в історії газової промисловості Єгипту.
Майже три десятиліття майданчиком управляла компанія El-Nasr for Fertilizers and Chemical Industries, що також володіла заводом у Суеці. В 1998-му її розділили і завод у Тальха передали Delta Company for Fertilizers and Chemical Industries.
У 2014-му в Єгипті певним чином лібералізували ціни на природний газ, що зробило роботу заводу в Тальха нерентабельною. Після того, як в квітні 2020-го сталась масштабна аварія електросистеми, підприємство зупинилось і станом на початок 2023-го так і не було знову запущене. Відносно подальшої долі майданчику озвучувались плани передати його під житлову забудову або відновити роботу за умови знаходження приватного інвестора, що виявить бажання інвествати у модернізацію виробництва.